# Bojsvätar södra naturreservat
Bojsvätar södra naturreservat är ett naturreservat i Boge socken i Region Gotland på Gotland.
Området är naturskyddat sedan 2020 och är 78 hektar stort. Reservatet består av ett stort och öppet rikkärr som omges av skog